# Neobalanocarpus
Genre
Classification phylogénétique
 Neobalanocarpus est un genre d'arbres de la famille des Dipterocarpaceae originaire d'Asie du Sud-Est

## Liste d'espèces
- Neobalanocarpus heimii